# ژانگ فنگ‌یی
ژانگ فنگ‌یی (انگلیسی: Zhang Fengyi؛ زادهٔ ۱ سپتامبر ۱۹۵۶) یک هنرپیشه اهل جمهوری خلق چین است.
از فیلم‌ها یا برنامه‌های تلویزیونی که وی در آن نقش داشته است می‌توان به بدرود همخوابه من، صخره سرخ، امپراتور و آدم‌کش و قربانی اشاره کرد.